# Rubus sceleratus
Rubus sceleratus är en rosväxtart som beskrevs av Brainerd apud Fern.. Rubus sceleratus ingår i släktet rubusar, och familjen rosväxter. Inga underarter finns listade i Catalogue of Life.